# Ровира-и-Сала, Франсеск
Франсеск (Франческ) Ровира-и-Сала или Франциско (Франсиско) Ровира (1764—1820) возглавляли микелетов (каталонское ополчение), сражавшихся против имперской Франции во время Пиренейских войн.
Франсеск Ровира-и-Сало родился в усадьбе Ровира (исп. Can Ravira) неподалёку от Барселоны. Он был третьим ребёнком (не считая рано умершей сестры) в семье землевладельца и фамильяра (прислужника) Священной канцелярии инквизиции Жозепа Ровиры Планаферраны, и Маргариты Сала Вердагер, из рода Сала из города Гранольерс де Рокакорба; она была потомком Пере Жоана Сала, руководителя второй войны де лос Ременсас (народного восстания против ужесточения гнёта сеньоров), казнённого в Барселоне в 1485 году. По материнской линии его мать была из рода Вердагер из города Сан-Грегори.
Будучи католическим священником, во время Пиренейских войн Ровира-и-Сала принял на себя командование партизанами, которые сопротивлялись французской оккупации его родной Каталонии. Вскоре он возглавлял отряд в несколько тысяч партизан. В феврале 1810 года его люди приняли участие в битве при Вике. Его наиболее известным подвигом стал неожиданный захват замка Сан-Ферран в апреле 1811 года, что было частью осады Фигераса.